# Protipapež Evlalij
Evlalij je bil rimski škof, protipapež Rimskokatoliške cerkve, * okrog 350 (Rim, Rimsko cesarstvo); † 423 Nepi (Lacij, Italija,Zahodnorimsko cesarstvo).

## Življenjepis

### Postavitev protipapeža Evlalija
Ob Zosimovi smrti se je mudilo v Rimu devet za Cerkev zaslužnih škofov, ki so skupaj z duhovniki in ljudstvom izvolili na sedež apostola Petra že starejšega duhovnika Bonifacija. 
Diakoni – upravniki cerkvenega premoženja – in del ljudstva pa so dan poprej, že 27. decembra 418, oklicali za papeža arhidiakona Evlalija. Ko so iz Zosimovega pogreba napravili pohujšanje in pravi cirkus, so zasedli Lateransko baziliko in prisilili ostijskega  škofa, čeprav je bil ta na smrt bolan, da je posvetil Evlalija za škofa. 

### Papež Bonifacij I.
Bonifacij je bil za papeža je bil izvoljen 28. decembra 418; cesar Honorij (393-423) je v začetku bil bolj naklonjen njegovemu nasprotniku Evlaliju, ki je bil izvoljen dan poprej, torej 27. decembra 418. Da bi rešil zmedo, je izdal odlok, po katerem je prepovedal obema rimskima škofoma bivanje v Rimu. Kljub temu pa se je Evlalij vrnil iz izgnanstva in hotel opraviti 30. marca 419 slovesno velikonočno bogoslužje, kar mu je preprečil poganski župan Simah (Symmachus); za kazen mu je cesar odvzel škofovsko čast in ga poslal v izgnanstvo v Antium (danes Anzio), v Laciju. Šele takrat se je lahko Bonifacij vrnil v Rim ter se posvetil številnim perečim nalogam. Zahodnorimski cesar Honorij je priznal izvolitev Bonifacija s posebnim odlokom od 3. aprila 419 in odstavil protipapeža Evlalija; službo je Bonifacij nastopil nato 10. aprila 419. 

### Cesarski odlok
Da bi se izognili zmedi, ki je nastala ob izvolitvi dveh papežev, je na Bonifacijevo prošnjo cesar izdal odlok, po katerem je v prihodnje v podobnih primerih treba ravnati takole: oba izvoljena škofa se morata odpovedati službi, rimska duhovščina in ljudstvo pa morajo izvoliti za to službo tretjega človeka. Čeprav je bil dobro zamišljen, vendar odlok nikoli ni stopil v veljavo; omogočil pa je vmešavanje vladarjev v papeške volitve, kar je skozi zgodovino povzročalo mnogo težav.

## Smrt
Rimski župan je po cesarjevem odloku izgnal Evlalija iz Rima v  Antium (danes Anzio), v Laciju, kjer je čakal priložnosti, da bi se s spomočjo svojih privržencev vrnil na papeški prestol, zlasti ker je papež Bonifacij hudo zbolel. Po okrevanju se je obrnil na cesarja, ki je izdal odlok, po katerem za novega papeža ne more biti izbran nobeden od prejšnjih kandidatov. Pod Celestinom je Evlalij postal škof v Nepiju v Laciju. Nikoli se ni ločil od povezanosti s Cerkvijo. Ko je po vnovični bolezni papež Bonifacij res umrl, se Evlalij ni vrnil v Rim kljub nagovarjanju njegovih pristašev. Po slabem letu je kot škof 423 v Nepiju tudi umrl.  
Liber pontificalis poroča, da je umrl kot škof v Kampaniji.